# 짧은새끼굽힘근 (손)
짧은새끼굽힘근(flexor digiti minimi brevis) 또는 단소지굴근(短小指屈筋)은 손허리손가락관절에서 새끼손가락을 굽히는 새끼두덩근육이다. 손이 해부학적 자세로 있을 때를 기준으로, 새끼벌림근의 가쪽에 위치한다.
일반적으로 '짧은'(brevis)이라는 수식어는 같은 이름을 가졌지만 '긴'(longus)이 붙는 근육과 구분하기 위해 사용된다. 그러나 짧은새끼굽힘근에 대응하는 '긴새끼굽힘근'(flexor digiti minimi longus)은 일반적인 사람에는 존재하지 않으며, 드문 해부학적 변이이다.

## 구조
짧은새끼굽힘근은 갈고리뼈의 갈고리와 굽힘근지지띠(가로손목인대)의 손바닥 쪽 면에서 일어난다. 닿는곳은 새끼손가락의 몸쪽손가락뼈 바닥 안쪽 측면이다. 이는곳에서 짧은새끼굽힘근은 자동맥 깊은가지와 자신경으로 인해 새끼벌림근과 분리되어 있다. 한편 짧은새끼굽힘근이 존재하지 않는 경우가 간혹 있는데, 이 경우 대개 새끼벌림근의 크기가 정상보다 크다.
한편, 짧은새끼굽힘근은 새끼벌림근, 새끼맞섬근과 함께 새끼두덩근육에 속한다. 이 세 근육들은 새끼손가락 바닥에서 통통한 덩어리를 이루며, 새끼손가락의 움직임을 조절하는 역할을 한다. 안쪽에서 가쪽 순서로 나열했을 때 새끼벌림근, 짧은새끼굽힘근, 새끼맞섬근 순서로 위치한다.

### 신경 분포
짧은새끼굽힘근과 다른 새끼두덩근육에는 모두 자신경의 깊은가지가 분포한다. 자신경 성분은 척수신경 분절 C8, T1의 성분으로 이루어져 있다.

## 작용
짧은새끼굽힘근은 손허리손가락관절에서 새끼손가락을 굽힌다.

## 추가 이미지

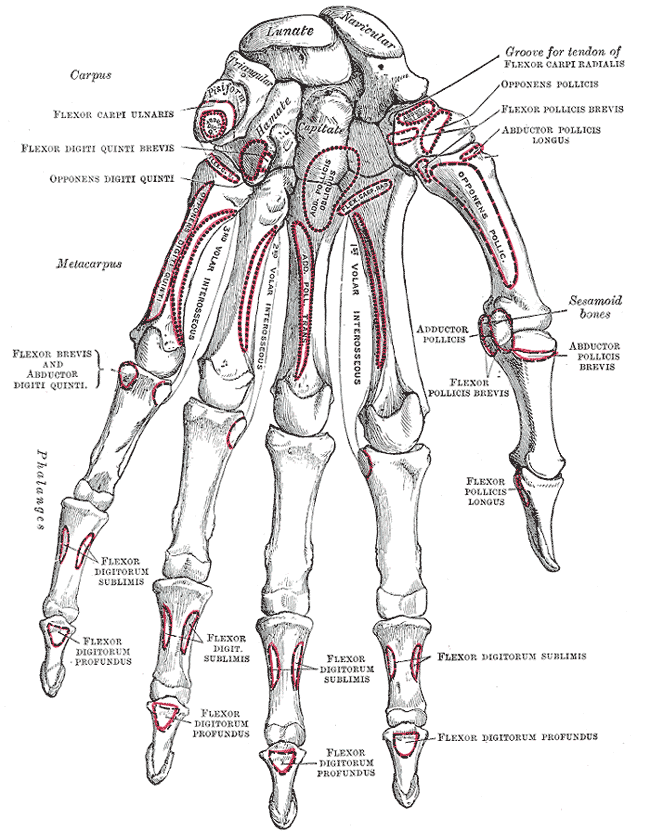
왼쪽 손바닥의 뼈
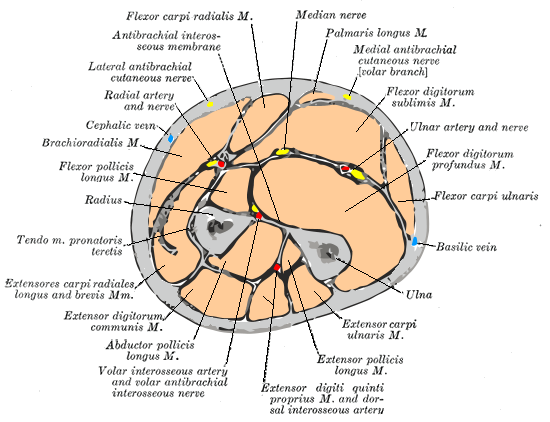
아래팔 중간의 단면
손목과 손가락의 단면
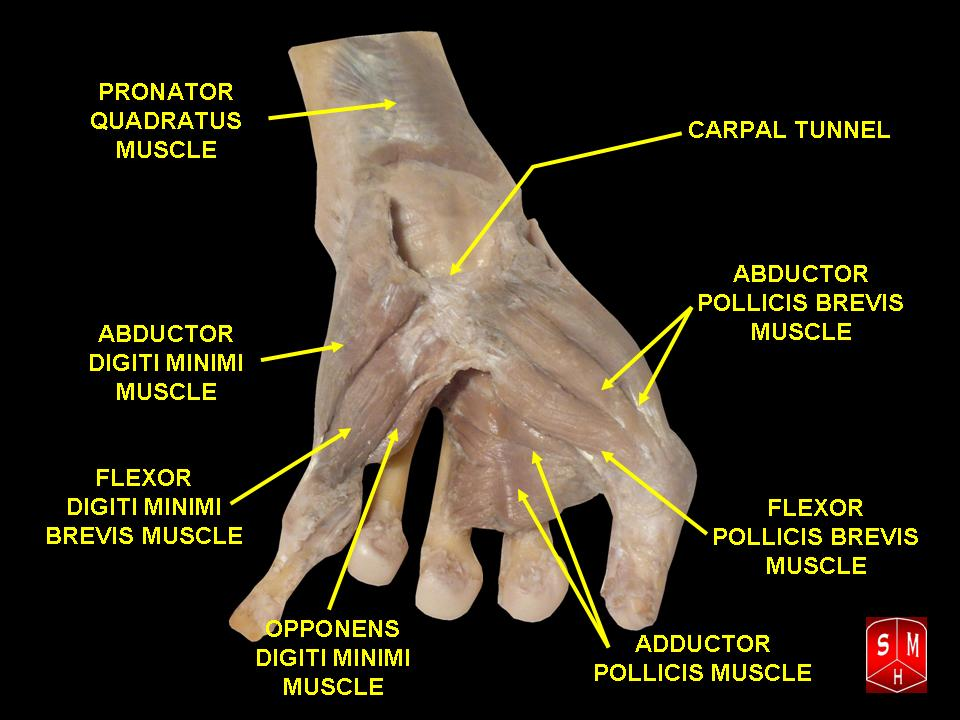
짧은새끼굽힘근
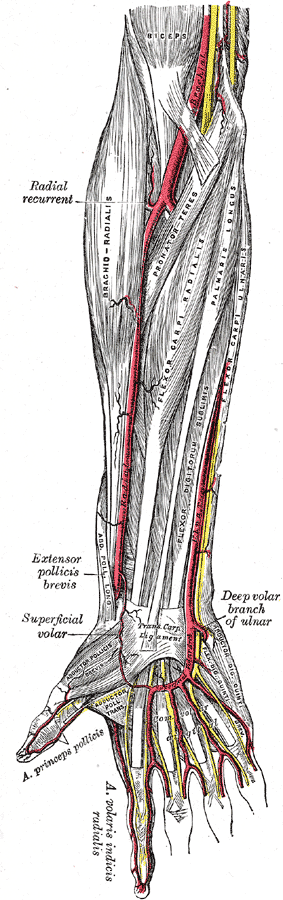
The radial and ulnar arteries.
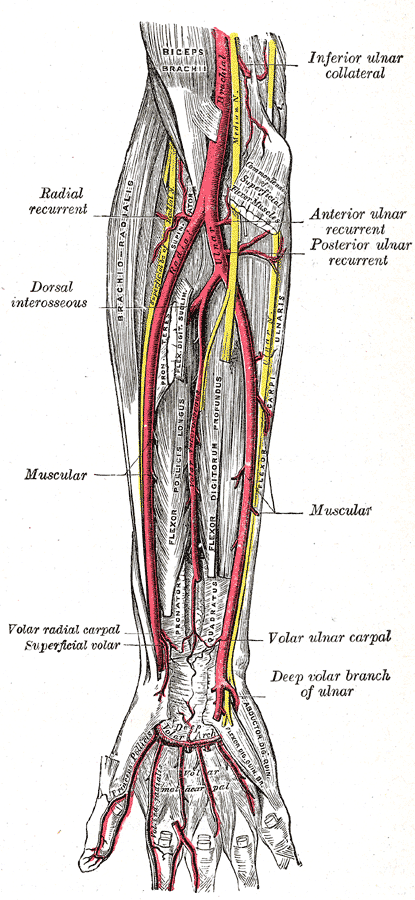
Ulnar and radial arteries. Deep view.
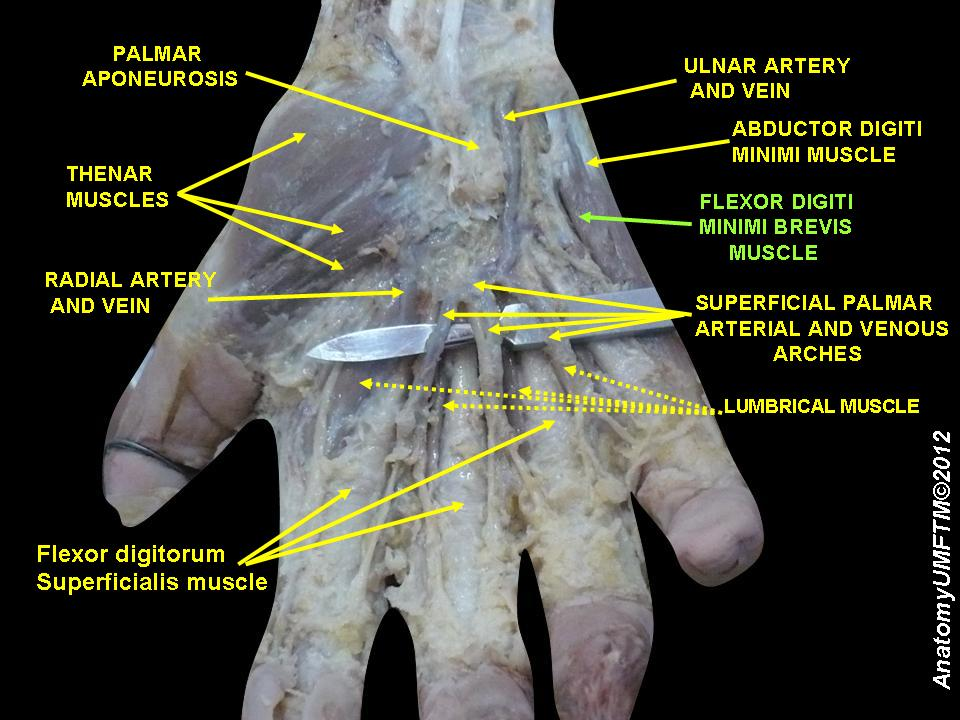
짧은새끼굽힘근
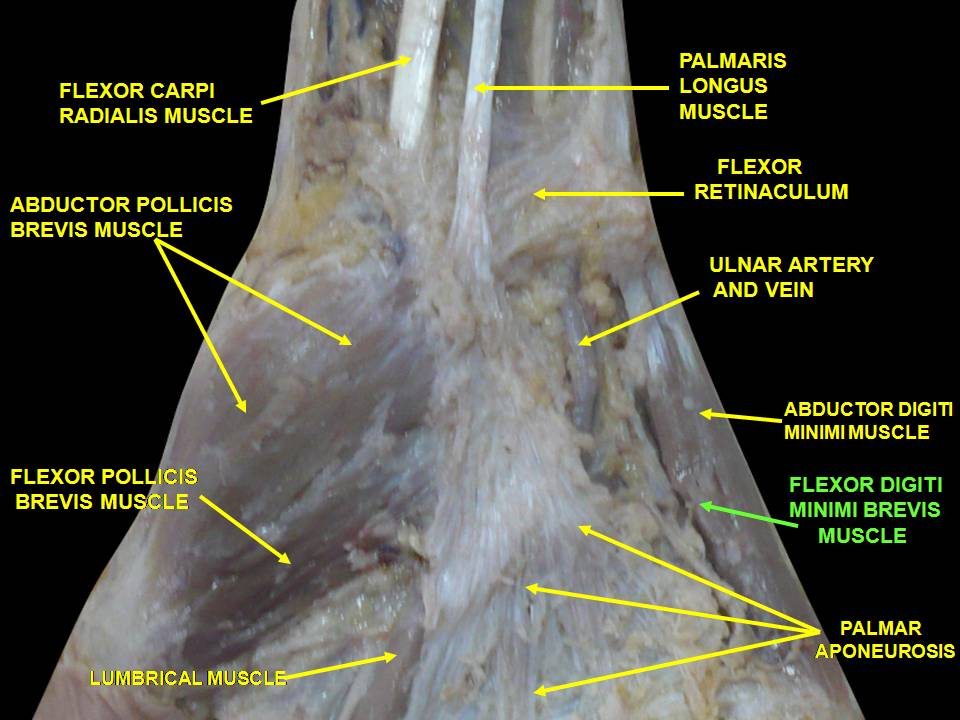
짧은새끼굽힘근
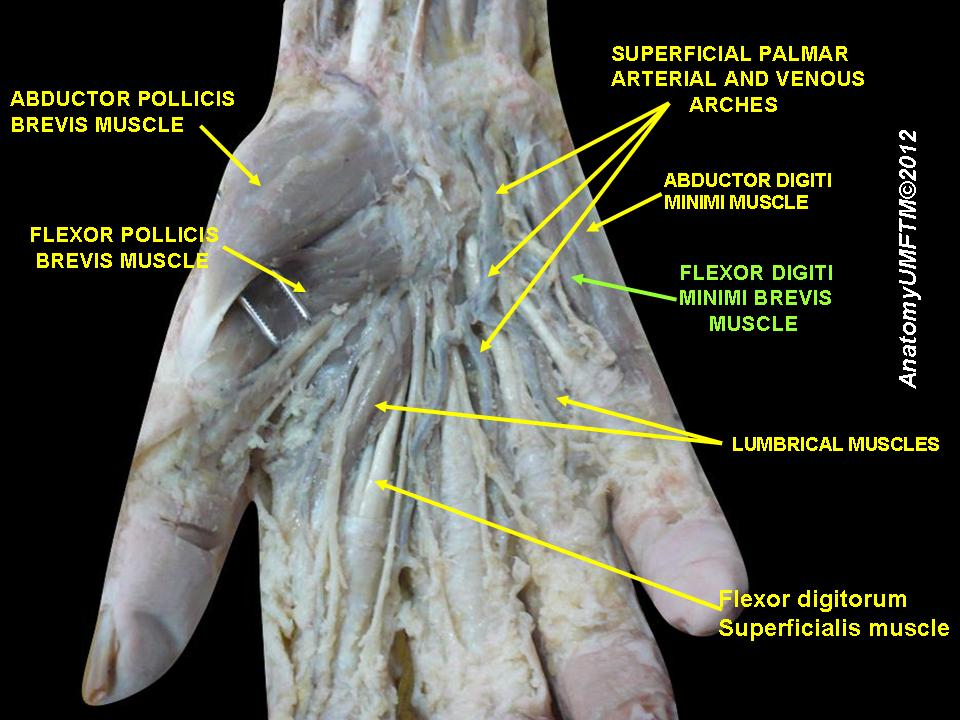
짧은새끼굽힘근
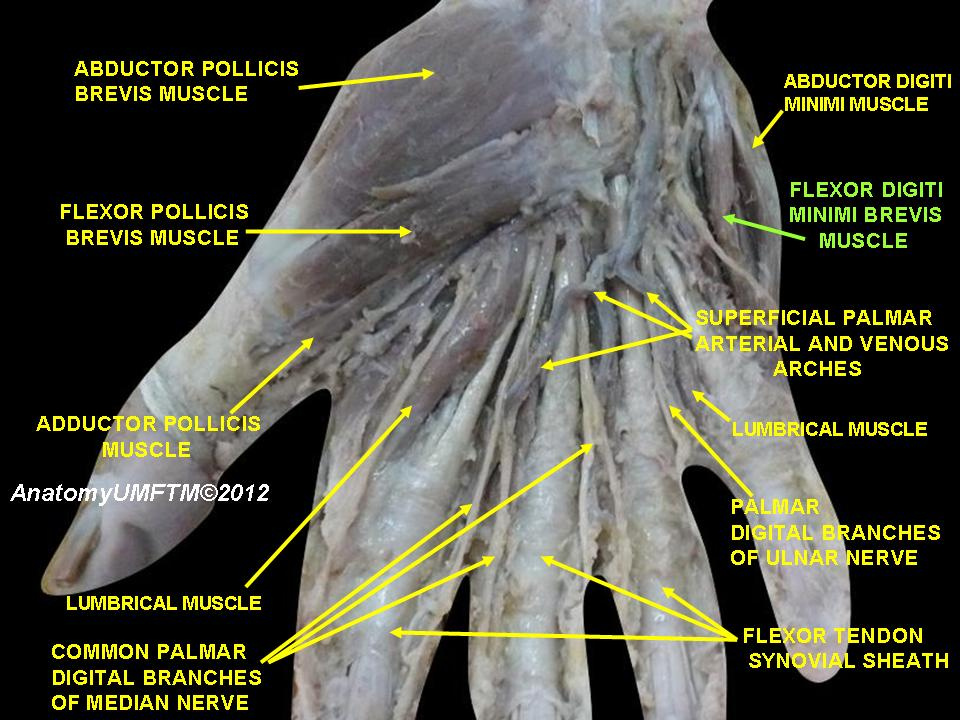
짧은새끼굽힘근
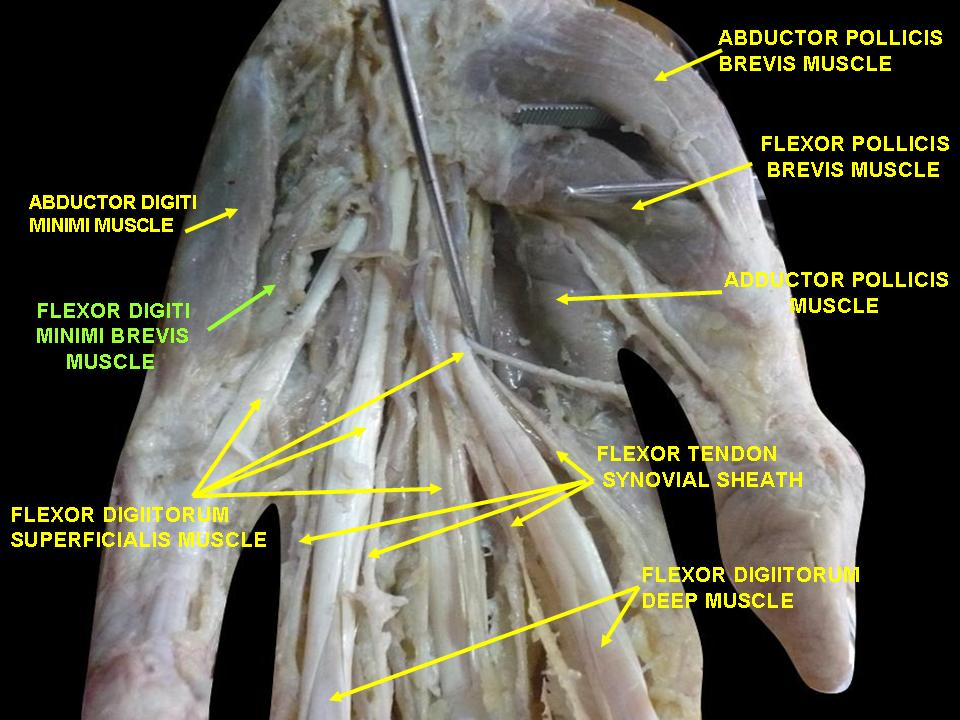
짧은새끼굽힘근
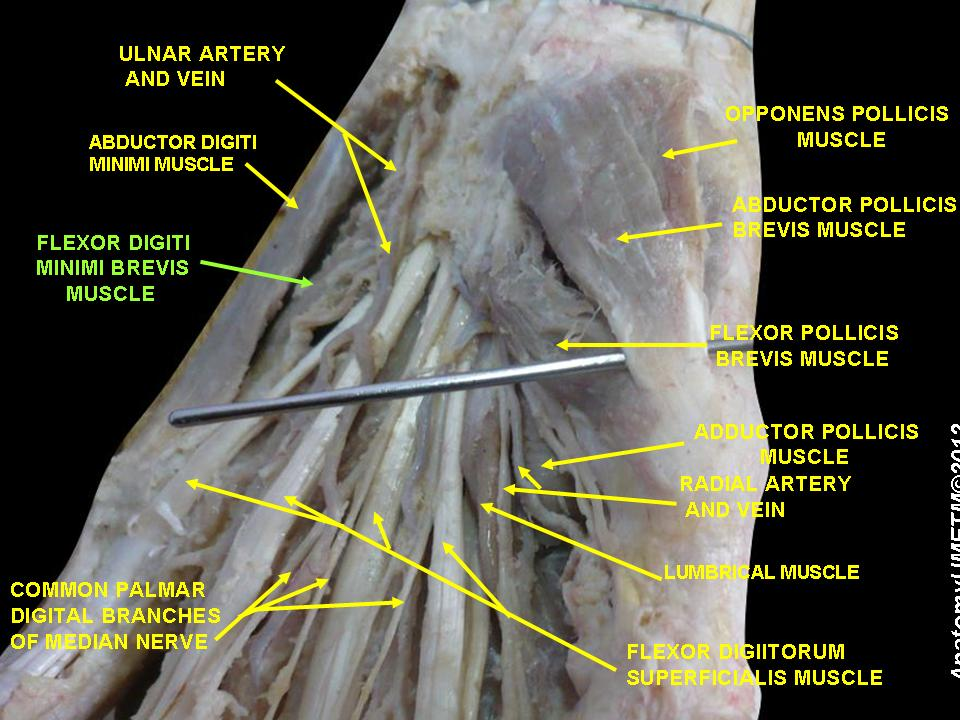
짧은새끼굽힘근
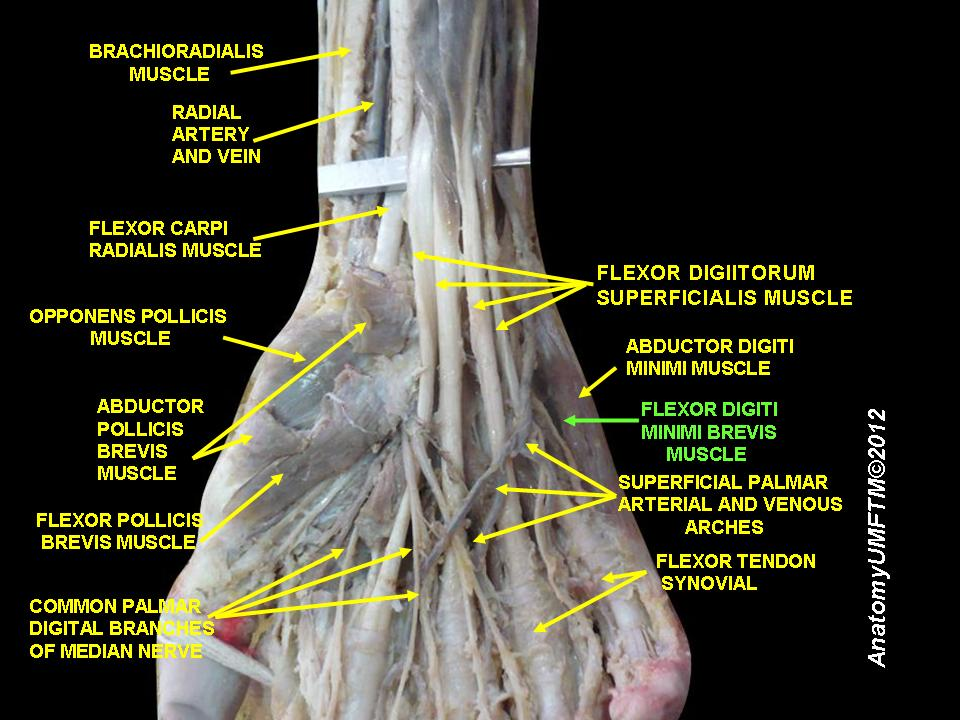
짧은새끼굽힘근
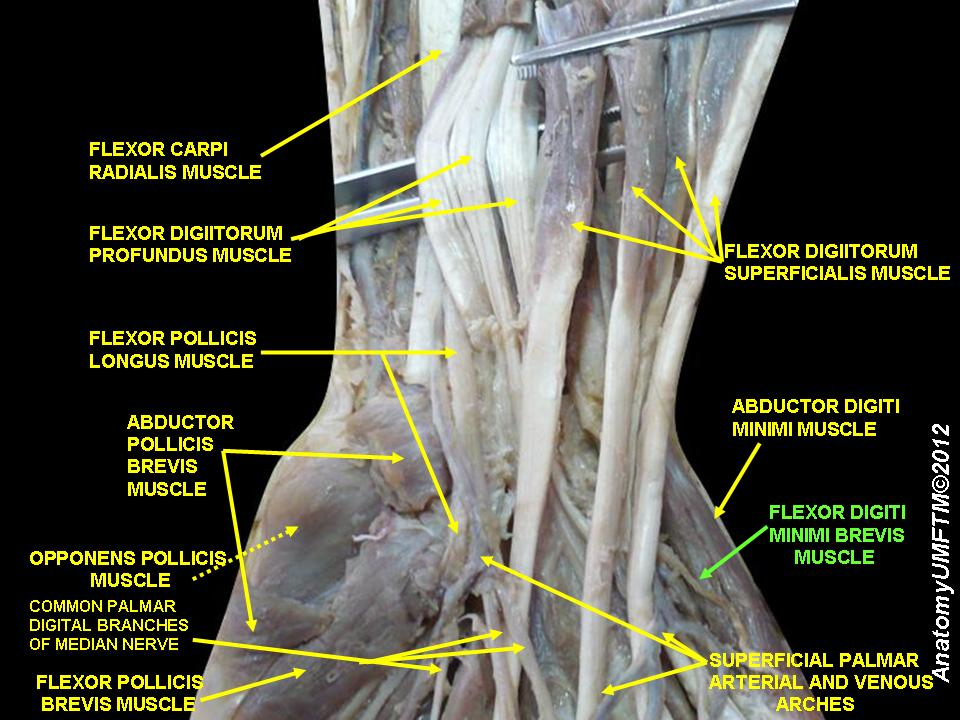
짧은새끼굽힘근
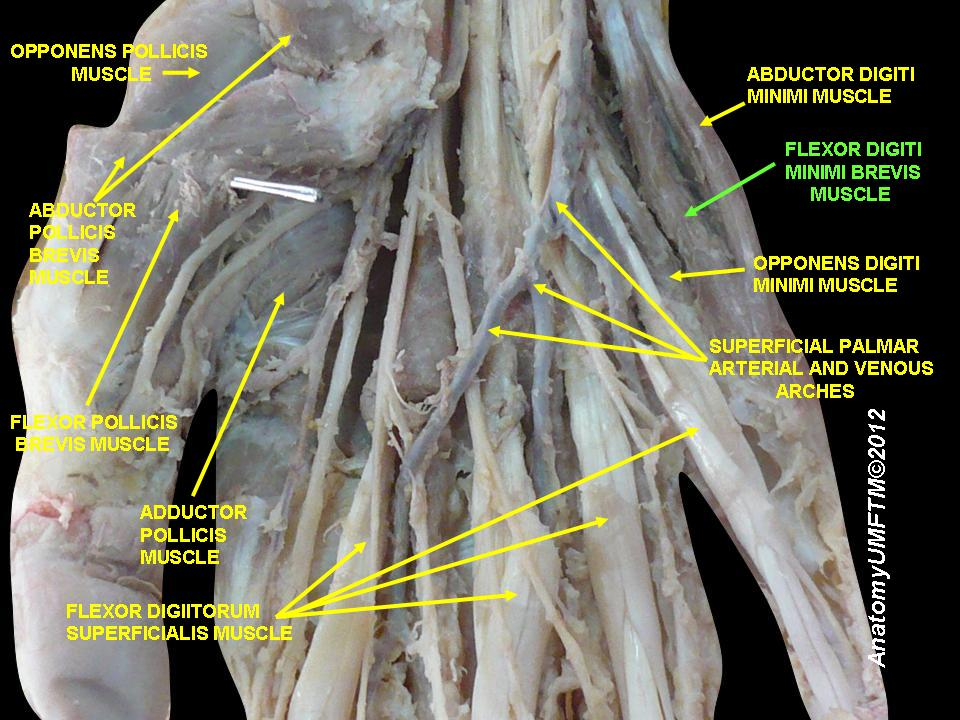
짧은새끼굽힘근
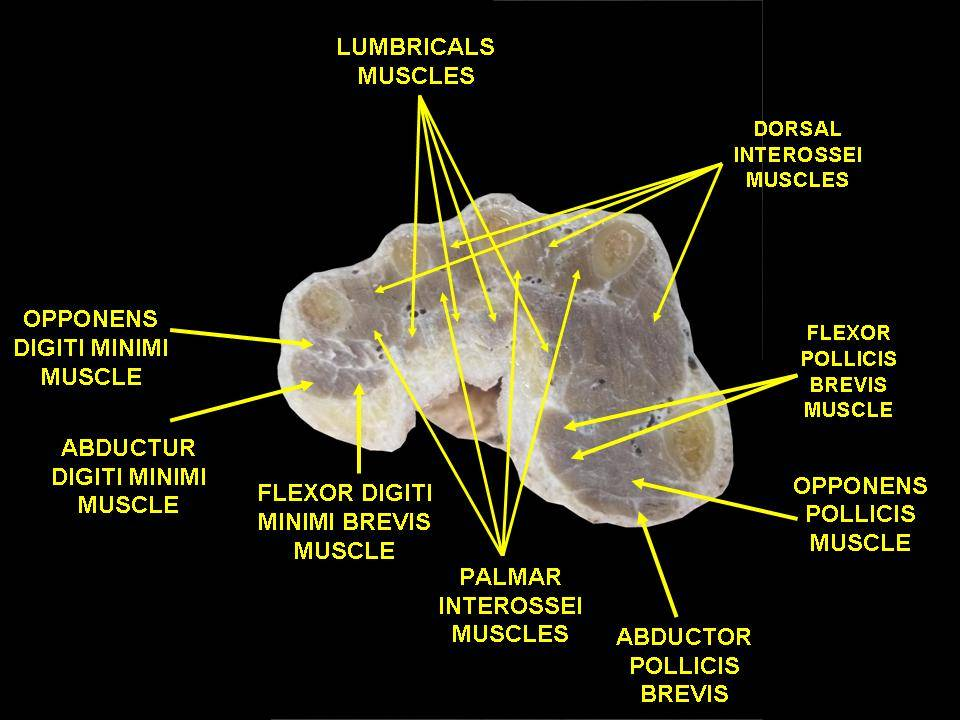
Muscles of hand. Cross section.

## 참고 문헌
이 문서는 현재 퍼블릭 도메인에 속하는 그레이 해부학 제20판(1918) page 464의 내용을 기초로 작성된 글이 포함되어 있습니다.
1. ↑  Greiner, TM (November 2008). “An additional flexor of the fifth digit: flexor digiti minimi longus.”. 《Clinical Anatomy》 21 (8): 792–3. doi:10.1002/ca.20588. PMID 18712855. S2CID 36777689.